# Metopa borealis
Metopa borealis är en kräftdjursart som beskrevs av Georg Ossian Sars 1882. Metopa borealis ingår i släktet Metopa och familjen Stenothoidae. Arten är reproducerande i Sverige. Inga underarter finns listade i Catalogue of Life.